# ジャダライト
ジャダライト (Jadarite) は、白を基調とした単斜晶ケイ酸塩鉱物で、組成式は LiNaSiB3O7(OH) または Na2OLi2O(SiO2)2(B2O3)3H2O で表される。

## 発見と分類
ジャダライトは2006年11月にセルビアのヤダル峡谷 (セルビア語: Јадар) で採取されたドリルコアから発見され、発見地にちなんで命名された。発見地はツェル山の南西10 km (6.2 mi) の場所で、ヤレビツェ村とスラティナ村で見つかり、後にドラギナツ村でも見つかった。
探鉱を行っていたリオ・ティントの地質学者が、ドリルコア中に従来知られていた鉱物のいずれとも異なる小さな丸い団塊を発見した。ロンドン自然史博物館およびカナダ国立研究評議会の鉱物学者の確認の結果、新鉱物と認められた。ロンドン自然史博物館のクリス・スタンレーは、ジャダライトは鉱物学上ユニークであると評した。

## 商業化
ジャダライトは、産業上重要かつ埋蔵量も比較的少ない重要元素であるリチウムとホウ素を含むため、商業的にも大きな価値がある。リチウムは主にリチウム電池、ホウ素は合金やセラミック、ガラスにも利用される
ヤダル峡谷に埋蔵されているホウ酸リチウム鉱石は2億トンに上るとみられており、ここが鉱山として開発されれば、世界のリチウム需要の10%を供給する最大級のリチウム鉱床になるといわれている。さらに、鉱床の下部には1億1450万トンに上る平均品位1.8%の酸化リチウムおよび平均品位13.1%の酸化ホウ素が埋蔵されている。
2017年5月には、リオ・ティントはヤダル鉱区は世界最大級のリチウム鉱床であり、可採鉱量は1億36百万トンであると発表した。同社は鉱化帯の品位から資源量を推定したとしている。2023年に生産を開始し、鉱床寿命は50年と見積もられている。
2017年5月の時点で鉱山の建設は始まっていない。採掘だけでなく、ジャダライトの製錬工場を併設し、鉱石から炭酸リチウムとホウ酸を生産することが計画されている。セルビア、オーストラリア、米国の研究者らを集めてメルボルンに試験設備を立ち上げ、ジャダライト精鉱の処理などが試験されている。
2017年7月25日にリオ・ティントとアナ・ブルナビッチ首相率いるセルビア政府の間で覚書が締結され、2023年に生産を開始することが確認された。一方で、ワーキング・グループを結成して研究を行うこと、採掘許可の発行手続きに入ること以外に具体的な取り決めはない。開発プロジェクトは「プロジェクト・ヤダル」と名付けられた。

## クリプトナイト
ジャダライトの組成は、偶然にも2006年の映画スーパーマン リターンズで明らかにされた、スーパーマンの弱点であるクリプトナイトの組成 (フッ素を含むナトリウム・リチウム・ホウ素のケイ酸塩、水酸化物) に類似していることから、2007年にマスメディアから「クリプトナイトの発見」として注目を浴びた。
ただし、ジャダライトはクリプトナイトとは異なりフッ素を含まず、翠色の蛍光も示さない。